# Dicranopygium umbrophilum
Dicranopygium umbrophilum là một loài thực vật có hoa trong họ Cyclanthaceae. Loài này được Hammel miêu tả khoa học đầu tiên năm 1986.